# Frenchy Belanger
French Belanger (* 4. Dezember 1906 in Toronto, Kanada; † 27. Mai 1969) war ein kanadischer Boxer im Fliegengewicht.

## Profikarriere
Im Jahre 1924 begann er seine Profikarriere. Am 19. Dezember 1927 boxte er gegen Ernie Jarvis um die NBA-Weltmeisterschaft und gewann durch einstimmige Punktrichterentscheidung. Diesen Gürtel verlor er allerdings bereits in seiner ersten Titelverteidigung im Februar des darauffolgenden Jahres an Frankie Genaro nach Punkten. 
Im Jahre 1932 beendete er seine Karriere.